# Dancing King
Singles de Yoo Jae-suk et EXO
Lotto
(2016) Coming Over
(2016)
Dancing King est un single du comédien Yoo Jae-suk et du boys band sud-coréano-chinois EXO, sorti en digital le 17 septembre 2016 par SM Entertainment. La chanson fait partie du projet SM Station et c'est un single de collaboration pour l'émission de variété Infinite Challenge.

## Contexte et sortie
Le 12 septembre 2016, il a été révélé que le prochain single du projet SM Station, serait intitulé "Dancing King" et mettra en vedette Yoo Jae-suk et EXO, il sera publié le 17 septembre. Il a également été révélé que tous les bénéfices du single seront reversés. Le single a été décrit comme "une chanson de danse basée sur le son de cuivre et un rythme passionné de samba". La performance a été diffusée dans l'émission n°498 d'Infinite Challenge qui montrait la répétition des artistes pour la chanson.

## Clip-vidéo
La clip-vidéo a été mise en ligne le jour de la sortie du single. On y voit des extraits de la répétition générale et de leur performance lors d'un concert à Bangkok le 11 septembre 2016 dans le cadre de leur tournée « EXO'rDIUM » , entrecoupé de scène loufoques entre le comédien et les membres. 

## Succès commercial
Après sa sortie, "Dancing King" a rapidement atteint le sommet de sept charts musicaux sud-coréens. La chanson a pris la seconde place dans le Gaon Chart et dans le US World Digital Songs. La chanson est également classée n°1 sur le chart musical chinois Xiami pendant deux jours.

## Liste des pistes
| Dancing King | Dancing King                | Dancing King     | Dancing King                                                         | Dancing King | Dancing King | Dancing King | Dancing King | Dancing King | Dancing King |
| No           | Titre                       | Auteur           | Producteur(s)                                                        | Durée        |              |              |              |              |              |
| ------------ | --------------------------- | ---------------- | -------------------------------------------------------------------- | ------------ | ------------ | ------------ | ------------ | ------------ | ------------ |
| 1.           | Dancing King                | JQ, Jang Yeo-jin | Peter Tambakis, Sermstyle, Phil Cook, MZMC, Otha `Vakseen` Davis III | 4:04         |              |              |              |              |              |
| 2.           | Dancing King (Instrumental) |                  | Peter Tambakis, Sermstyle, Phil Cook, MZMC, Otha `Vakseen` Davis III | 4:04         |              |              |              |              |              |
| 08:08        |                             |                  |                                                                      |              |              |              |              |              |              |

## Classements

### Classements hebdomadaires
| Classements                        | Meilleure position |
| ---------------------------------- | ------------------ |
| South Korea (Gaon)                 | 2                  |
| US World Digital Songs (Billboard) | 2                  |

### Classement mensuel
| Classement                  | Meilleure position |
| --------------------------- | ------------------ |
| South Korean singles (Gaon) | 10                 |

### Classement annuel
| Classement                  | Meilleure position |
| --------------------------- | ------------------ |
| South Korean singles (Gaon) | 90                 |

## Ventes

### Téléchargement
| Pays               | Ventes  |
| ------------------ | ------- |
| South Korea (Gaon) | 648 506 |

### Streaming
| Pays               | Ventes     |
| ------------------ | ---------- |
| South Korea (Gaon) | 31 413 438 |

## Prix et nominations
| Année | Prix                    | Titre                                    | Résultat   |
| ----- | ----------------------- | ---------------------------------------- | ---------- |
| 2017  | Gaon Chart K-Pop Awards | Artist of the Year (Digital) - September | Nomination |

## Historique de sortie
| Pays         | Date              | Format               | Label            |
| ------------ | ----------------- | -------------------- | ---------------- |
| Corée du Sud | 17 septembre 2016 | Téléchargement légal | SM Entertainment |
| Monde entier | 17 septembre 2016 | Téléchargement légal | SM Entertainment |